# Ferrari 637
El Ferrari 637 fue un auto de carreras de Ferrari diseñado para correr en CART. Fue diseñado por Gustav Brunner y probado y mostrado a la prensa en 1986, pero nunca corrió.

## Antecedentes
Descontentos con las regulaciones de motor impuestas en la Fórmula 1 (el cual estipulaba que debía ser un V8). Enzo Ferrari comisionó el diseño de un IndyCar. No era un secreto que quería ganar las 500 Millas de Indianápolis, sin embargo, muchos creían que su amenaza de cambiar la Fórmula 1 por la CART era una herramienta de negociación para que la FIA replanteara sus regulaciones de motor. Ferrari se acercó a Goodyear sobre un posible programa en CART, Goodyear recomendó al equipo de CART Truesports para un estudio y una asociación de desarrollo.
Después de la temporada 1985 de CART, Truesports y el piloto Bobby Rahal viajaron a Italia para demostrar el March 85C-Cosworth. El auto fue testeado por Rahal y el piloto de Ferrari Michele Alboreto en la pista de pruebas de Fiorano. Después el auto fue desarmado y estudiado por Ferrari. En 1986, Ferrari diseño y construyó su propio auto, el cual fue probado por Alboreto.
Finalmente, el auto nunca corrió, pero fue pasado a su compañero subsidiario de FIAT Alfa Romeo, quien buscaba mejorar su mercado en los Estados Unidos.